# Staníkov potok
Stanikov potok – potok, prawy dopływ Zdziarskiego Potoku (Ždiarsky potok) na Słowacji. Jest ciekiem 4 rzędu. Wypływa na wysokości około 1600 m w dolinie wciosowej między północnymi stokami szczytów Bartková (1790 m) oraz Orlová (1840 m) i Holica (1617 m) w Niżnych Tatrach. Spływa początkowo w kierunku północnym, potem północno-zachodnim i na wysokości około 1060 m w Dolinie Zdziarskiej ( Ždiarska dolina) uchodzi do Zdziarskiego Potoku. Miejsce jego ujścia znajduje się tuż poniżej dolnego końca polany Stanikovo.
Zlewnia Stanikovego Potoku to porośnięte lasem północne stoki Niżnych Tatr, w obrębie Parku Narodowego Niżne Tatry.